# Universidad Comunista de Minorías Nacionales del Oeste
La Universidad Comunista de Minorías Nacionales del Oeste (KUNMZ - Kommunistichesky Universitet Natsionalnykh Menshinstv Zapada), fue creada el 28 de noviembre de 1921 mediante decreto expedido por el Consejo de Comisarios del Pueblo con la finalidad de formar a los cuadros del partido de las regiones occidentales de Rusia y los alemanes del Volga.
En 1929-30 comenzó a admitir a representantes de los partidos comunistas de Europa Central, Escandinavia y los países balcánicos, así como Italia. Se convirtió en una escuela internacional para la preparación y la educación de los cuadros de reserva de los partidos comunistas fraternales, con un programa especial de 2 o 3 años dirigido a emigrados políticos. Tras él podrían ser enviados a trabajar en sus países de origen. Los emigrados políticos que ya vivían en la URSS, La Universidad organizaba cursos nocturnos para estudiar materias especiales, como por ejemplo historia del Partido Comunista del país de origen, trabajo en masa o construcción de partidos.
Una institución similar era la Universidad Comunista del Este también conocida como Universidad del Lejano Oriente que fue establecida en 1921 por la Internacional Comunista como un colegio de entrenamiento para cuadros comunistas en el mundo colonial.
La Universidad fue disuelta por decisión del Secretariado del Comité Ejecutivo de la Internacional Comunista el 7-8 de mayo de 1936.

## Alumnos
Prominentes alumnos:
- Josip Broz Tito, Secretario General (luego Presidente) de la Liga de Comunistas de Yugoslavia (1939–80)
- Edvard Kardelj, líder político comunista esloveno.
- Vlajko Begović, brigadista yugoslavo y miembro de la resistencia francesa.